# خافي بوادو
خافيير بوادو دياز (بالإسبانية: Javier Puado Díaz؛ مواليد 25 مايو 1998) هو لاعب كرة قدم إسباني محترف يلعب لصالح نادي إسبانيول في الدوري الإسباني. يلعب في المقام الأول كجناح أيمن، ويمكن أيضًا أن يتم نشره كمهاجم.

## المسيرة الكروية
ولد في برشلونة، كاتالونيا، وانضم بوادو إلى أكاديمية الشباب في نادي إسبانيول في عام 2014، قادماً من جامعة كورنيلا. شارك لأول مرة مع الفريق الأول مع الفريق الاحتياطي في 20 أغسطس 2016، حيث دخل كبديل في الشوط الثاني في مباراة خارج أرضه في دوري الدرجة الثانية ب والتي انتهت بالتعادل 1–1 ضد يو إي لاغوستيرا.
في 28 أغسطس 2016، في خسارة 0–1 على أرضه أمام نادي فالنسيا ميستايا، تعرض بوادو لإصابة في الركبة أبعدته عن الملاعب لمدة ثمانية أشهر. عاد إلى اللعب في 14 مايو التالي، ولعب آخر 24 دقيقة وسجل الهدف الأول لفريقه في هزيمة 3–2 أمام نادي سي إي ساباديل، حيث كان فريقه قد هبط بالفعل.
جدد بوادو عقده في 21 يونيو 2017، حتى عام 2022. في 28 مايو التالي، وبعد تسجيله 12 هدفًا وكونه وحدة رئيسية في عودة الفريق ب إلى الدرجة الثالثة، تمت ترقيته إلى الفريق الرئيسي في الدوري الإسباني.
في 18 أغسطس 2018، شارك بوادو لأول مرة مع الفريق الأول بعد أن حل بديلاً لبابلو بياتي في مباراة انتهت بالتعادل 1–1 أمام سيلتا فيجو. سجل هدفه الاحترافي الأول في 1 نوفمبر، وكان هدف التعادل في الخسارة 2–1 خارج أرضه أمام نادي قادس في دور الـ 32 من كأس ملك إسبانيا.
تمت إعارة Puado إلى نادي الدرجة الثانية ريال سرقسطة في 16 نوفمبر 2019، كغطاء للمصاب رافائيل دوامينا. بعد عودته إلى ملعب كورنيا إل برات، سجل 12 هدفًا خلال موسم 2020–21 ‏ – ثاني أفضل هداف في الفريق، خلف راؤول دي توماس الذي سجل 23 هدفًا – حيث عاد إسبانيول إلى الدرجة الأولى بعد عام واحد من غيابه، كأبطال.
في 23 يونيو 2024، سجل بوادو هدفين في الفوز 2–0 على ريال أوفيدو في مباراة الإياب من نهائيات تصفيات الصعود ‏، ليضمن العودة إلى الدرجة الرئيسية بنتيجة 2–1 في مجموع المباراتين.

## المسيرة الدولية
في 6 سبتمبر 2019، حصل بوادو على أول مباراة دولية له مع منتخب إسبانيا تحت 21 عامًا، حيث شارك في النصف الأول من مباراة الفوز 1–0 في كازاخستان ضمن تصفيات بطولة أوروبا 2021. تم اختياره من قبل لويس دي لا فوينتي للنهائيات، حيث افتتح الفوز 3–0 على سلوفينيا في مرحلة المجموعات، ثم أضاف هدفين في هزيمة ربع النهائي 2–1 في الوقت الإضافي أمام كرواتيا.
شارك بوادو لأول مرة مع منتخب كتالونيا غير التابع للاتحاد الدولي لكرة القدم في 25 مارس 2019، ضد فنزويلا في ملعب مونتيليفي في جيرونا ؛ حيث دخل كبديل وسجل هدف الفوز في وقت متأخر في فوز 2–1. لعب أول مباراة له مع المنتخب الإسباني الأول في 8 يونيو 2021، وسجل في فوز ودي 4–0 على ليتوانيا في ليجانيس حيث شارك عشرة من اللاعبين الأساسيين لأول مرة.

## الحياة الشخصية
وكان والد بوادو، فرانسيسكو، لاعب كرة قدم ومهاجمًا أيضًا. قضى معظم حياته المهنية في الدوريات الإسبانية الأدنى، وكان له فترة قصيرة في القسم الرئيسي مع نادي أوساسونا.

## الإحصائيات

### النادي
آخر تحديث 24 مايو 2025.
| النادي              | الموسم   | الدوري                           | الدوري | الدوري  | كأس الملك | كأس الملك | قاري   | قاري    | أخرى   | أخرى    | المجموع | المجموع |
| النادي              | الموسم   | الدرجة                           | الظهور | الأهداف | الظهور    | الأهداف   | الظهور | الأهداف | الظهور | الأهداف | الظهور  | الأهداف |
| ------------------- | -------- | -------------------------------- | ------ | ------- | --------- | --------- | ------ | ------- | ------ | ------- | ------- | ------- |
| إسبانيول ب          | 2016–17  | الدوري الإسباني الدرجة الثانية ب | 3      | 1       | —         | —         | —      | —       | —      | —       | 3       | 1       |
| إسبانيول ب          | 2017–18 ‏ | الدوري الإسباني الدرجة الثالثة   | 34     | 12      | —         | —         | —      | —       | 2      | 1       | 36      | 13      |
| إسبانيول ب          | المجموع  | المجموع                          | 37     | 13      | —         | —         | —      | —       | 2      | 1       | 39      | 14      |
| إسبانيول            | 2018–19  | الدوري الإسباني                  | 15     | 0       | 5         | 1         | —      | —       | —      | —       | 20      | 1       |
| إسبانيول            | 2019–20  | الدوري الإسباني                  | 0      | 0       | 0         | 0         | 3      | 0       | —      | —       | 3       | 0       |
| إسبانيول            | 2020–21  | الدوري الإسباني الدرجة الثانية   | 37     | 12      | 2         | 1         | —      | —       | —      | —       | 39      | 13      |
| إسبانيول            | 2021–22  | الدوري الإسباني                  | 30     | 4       | 3         | 1         | —      | —       | —      | —       | 33      | 5       |
| إسبانيول            | 2022–23  | الدوري الإسباني                  | 37     | 7       | 4         | 2         | —      | —       | —      | —       | 41      | 9       |
| إسبانيول            | 2023–24  | الدوري الإسباني الدرجة الثانية   | 34     | 13      | 2         | 1         | —      | —       | 4      | 3       | 36      | 14      |
| إسبانيول            | 2024–25  | الدوري الإسباني                  | 35     | 12      | 0         | 0         | —      | —       | —      | —       | 35      | 12      |
| إسبانيول            | المجموع  | المجموع                          | 188    | 48      | 16        | 6         | 3      | 0       | 4      | 3       | 211     | 57      |
| ريال سرقسطة (إعارة) | 2019–20  | الدوري الإسباني الدرجة الثانية   | 21     | 4       | 1         | 1         | —      | —       | —      | —       | 22      | 5       |
| الإجمالي            | الإجمالي | الإجمالي                         | 246    | 65      | 17        | 7         | 3      | 0       | 6      | 4       | 272     | 76      |

1. ↑  الظهور في تصفيات دوري الدرجة الثالثة
2. ↑  المباريات في الدوري الأوروبي
3. ↑  المشاركات تصفيات دوري الدرجة الثانية

### المنتخب
آخر تحديث 8 يونيو 2021.
| المنتخب الوطني | العام   | الظهور | الأهداف |
| -------------- | ------- | ------ | ------- |
| إسبانيا        | 2021    | 1      | 1       |
| المجموع        | المجموع | 1      | 1       |

آخر تحديث 8 يونيو 2021.
تظهر نتيجة إسبانيا أولاً، ويشير عمود النتيجة إلى النتيجة بعد كل هدف لبوادو
| # | التاريخ      | المكان                                | الخصم    | الهدف | النتيجة | المسابقة    |
| - | ------------ | ------------------------------------- | -------- | ----- | ------- | ----------- |
| 1 | 8 يونيو 2021 | ملعب بوتاركي البلدي، ليغانيس، إسبانيا | ليتوانيا | 4–0   | 4–0     | مباراة ودية |

## الإنجازات
إسبانيول
- الدرجة الثانية: 2020–21[13]

إسبانيا تحت 23 سنة
- الميدالية الفضية في الألعاب الأولمبية الصيفية: 2020[24]

الفردية
- هدف الشهر في الدوري الإسباني: يناير 2025[25]
- فريق بطولة أوروبا تحت 21 عامًا: 2021[26]

## وصلات خارجية
- * خافي بوادو على موقع الاتحاد الأوربي (الإنجليزية)
- خافي بوادو على موقع إي إس بي إن إف سي (الإنجليزية)
- خافي بوادو على موقع قاعدة بيانات كرة القدم.إي يو (الإنجليزية)
- خافي بوادو على موقع ليكيب (الفرنسية)
- خافي بوادو على موقع ناشيونال فوتبول تيمز (الإنجليزية)
- خافي بوادو على موقع Soccerbase.com (لاعب) (الإنجليزية)
- خافي بوادو على موقع Soccerway.com (الإنجليزية)
- خافي بوادو على موقع عالم كرة القدم.نت (الإنجليزية)
- خافي بوادو على موقع أوليمبيديا (الإنجليزية)
- خافي بوادو على BDFutbol
- خافي بوادو على LaPreferente (بالإسبانية)
- خافي بوادو على فرق كرة القدم الوطنية.كوم